# Église grecque-catholique albanaise
L'Église grecque-catholique albanaise (également appelée Église gréco-catholique albanaise) ou Église catholique byzantine albanaise est une des Églises catholiques orientales. Érigée en Église de droit propre en 1939, elle a été considérablement sinistrée (de même que toutes les autres communautés religieuses) par les persécutions religieuses sous le régime communiste qui voulait faire de l'Albanie un pays officiellement athée. Elle est dirigée par un Administrateur apostolique.

## Histoire
- 11 novembre 1939 Érection de l'Administration apostolique pour les catholiques de rite byzantin d'Albanie méridionale.
- 1946 Expulsion par le régime communiste de l'administrateur apostolique.
- 1992 Nomination d'un administrateur apostolique.
- 3 décembre 1996 Nomination de l'évêque franciscain Hil Kabashi en tant qu'administrateur apostolique.

## Organisation

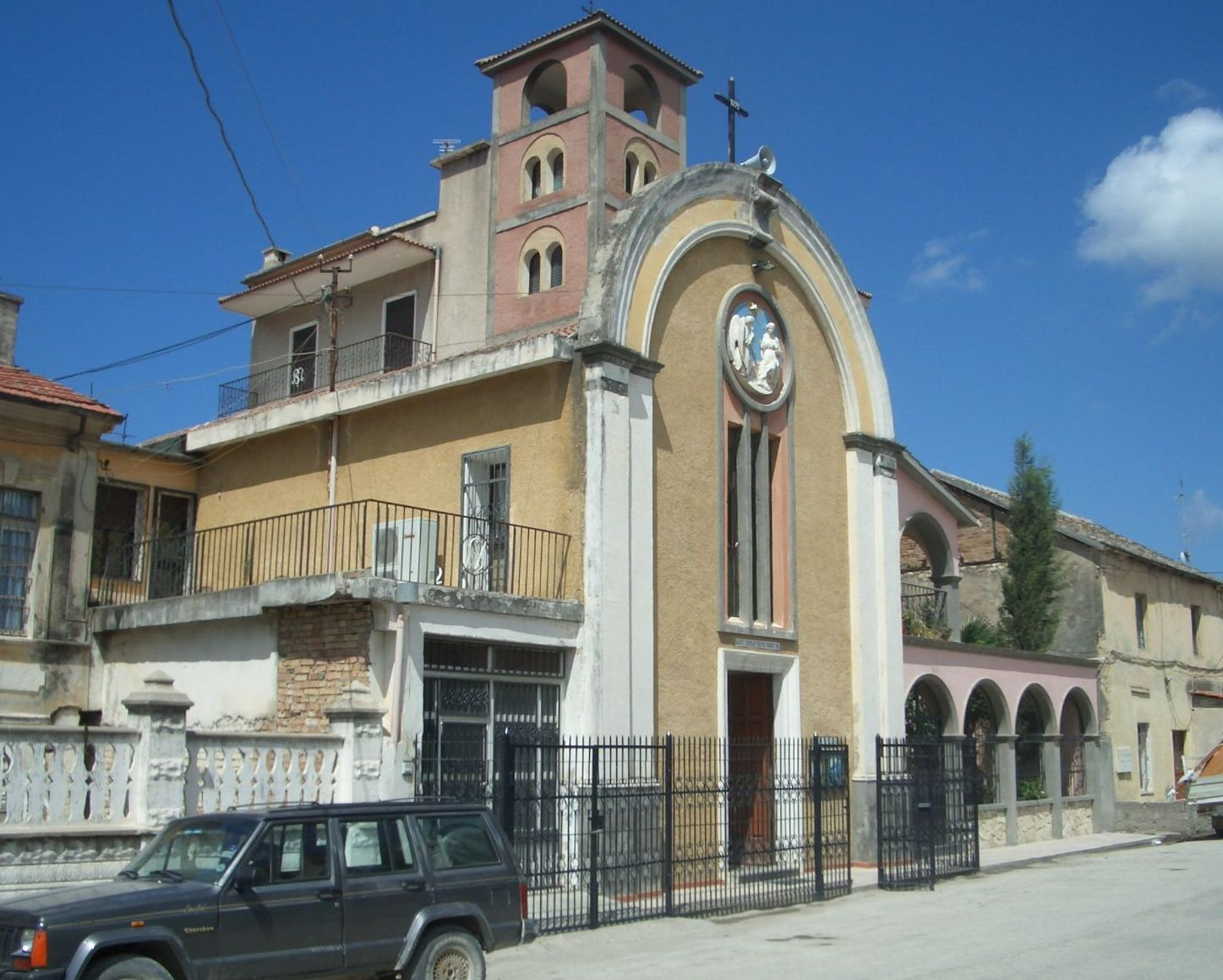
Église de Vlorë

En 2010, l'Église grecque-catholique albanaise compte 8 paroisses et environ 3 500 fidèles. Elle compte 1 prêtre diocésain et 12 prêtres religieux.
La pro-cathédrale Kisha e Shën Maria dhe Shën Luigji, église de sainte Marie et de saint Louis, est située à Vlorë, dans le sud de l'Albanie.